# Oshëtime në bregdet
Oshëtime në bregdet – albański film fabularny z roku 1966 w reżyserii Hysena Hakaniego, na podstawie dramatu Sulejmana Pitarki - Familja e peshkatarit (Rodzina rybaków). Dziesiąty w kolejności film fabularny nakręcony w Albanii po II wojnie światowej.

## Opis fabuły
Akcja filmu rozgrywa się w czasie II wojny światowej. Najmłodszy syn albańskiego patrioty Jonuza – Selim jest uważany za zdrajcę ojczyzny, bo nie przyłączył się do ruchu oporu. Jego bracia – Dini, Petrit i Vehip stają na czele oddziału partyzanckiego, złożonego z mieszkańców ich rodzinnego miasta.
Film zrealizowano w Durrës.

## Obsada
- Ndrek Luca jako Jonuz Bruga
- Kujtim Spahivogli jako Selim
- Agim Shuke jako Dini
- Marie Logoreci jako matka
- Pavlina Prifti jako Shpresa
- Sandër Prosi jako Bruno
- Dhimitraq Pecani jako Petrit
- Elez Kadria jako Maliqi
- Leka Bungo jako faszystowski porucznik Giovanni
- Robert Ndrenika jako Gjergji
- Vangjush Furxhi jako Vehip
- Fatos Haxhiraj jako Genci
- Lazër Filipi jako Shazu
- Spiro Urumi jako kwestor
- Vangjel Pikuli jako Zenepe
- Kristo Jorgji
- Sheri Mita